# Скијерано (Асти)
Скијерано је насеље у Италији у округу Асти, региону Пијемонт.
Према процени из 2011. у насељу је живело 105 становника. Насеље се налази на надморској висини од 384 м.